# Face à Face
Face à Face ist ein Musikalbum von Barre Phillips und György Kurtág junior. Die im August und September 2020 in den Studios La Buissonne, Pernes-les-Fontaines, entstandenen Aufnahmen erschienen am 19. August 2022 auf ECM Records.

## Hintergrund
Face à Face besteht aus Duetten des Bassisten Barre Phillips mit György Kurtág Jr., dem Sohn des bekannten gleichnamigen Komponisten. Kurtág spielt mit elektronischen Instrumenten, die als Yamaha DX7 IIFD, Korg T3 und Roland Jd 800 Synthesizer, ergänzt durch Roland Handsonic Digital Percussion aufgeführt sind. Seine Partnerschaft mit Phillips reicht bis ins Jahr 2014 zurück, aber dies war ihre erste Aufnahme.

## Titelliste
- Barre Phillips & György Kurtág Jr.: Face à Face (ECM 2735, ECM Records 389 9642)[2]

1. Beyond	1:30
2. The Under Zone	1:53
3. Two by Two	4:12
4. Across The Aisle	4:22
5. Algobench	1:17
6. Chosen Spindle	4:15
7. Extended Circumstances	3:04
8. Bunch	3:10
9. Sharpen Your Eyes	2:10
10. Ruptured Air	3:10
11. Stand Alone	3:17
12. Forest Shouts	1:24

Die Kompositionen stammen von Barre Phillips und György Kurtág junior.

## Rezeption
Nach Ansicht von Ken Waxman, der das Album in JazzWord rezensierte, sind die kurzen Tracks eher ein realisiertes Experiment als ein vollwertiges Programm und würden eine erste Annäherung des erfahrenen amerikanischen Bassisten Barre Phillips an die Elektronik des ungarischen Keyboarders György Kurtág jr. markieren. Mit drei eigenständigen Synthesizern und digitaler Percussion plätschert, dröhne und vibriere Kurtág in sich ständig weiterentwickelnden Schwingungen mit Texturen, die von beängstigend bis zart reichen. Währenddessen kreiere der Bassist, dessen Improvisationserfahrung bis in die frühen 1960er-Jahre zurückreiche, parallele Konstrukte, die jeden Teil seines Instruments in Titeln einbeziehen. Dies sei wirklich faszinierend und verdeutliche an einigen Stellen auch, wie sich akustische und elektronische Klangfarben direkt entfalten können, wobei jeder Klang in seinem eigenen Raum hervorsticht.
Alle zwölf Nummern auf Face à Face sind kurz, schrieb Michael Ullman (The Arts Fuse). Viele, wie „Forest Shouts“, seien unheimlich: Dieser abschließende Track beginne mit klaren Aussagen von Phillips, der seinen Bass zupft, als ob er mit sich selbst rede, und sich dabei zwischen den tiefen und hohen Lagen des Instruments bewege. Dann tritt Kurtág mit einer Reihe hoher (vogelähnlicher?) Töne ein, die fast zu verschwinden scheinen, sobald sie auftauchen. Dies seien wunderschön aufgenommenen Improvisationen – mit ihren einzigartigen Tonfolgen und subtilen Interaktionen – immer faszinierend.